# Küçünlü, Lalapaşa
Küçünlü là một xã thuộc huyện Lalapaşa, tỉnh Edirne, Thổ Nhĩ Kỳ. Dân số thời điểm năm 2011 là 259 người.